# Vellozia modesta
Vellozia modesta är en enhjärtbladig växtart som beskrevs av Lyman Bradford Smith och Edward Solomon Ayensu. Vellozia modesta ingår i släktet Vellozia och familjen Velloziaceae. Inga underarter finns listade.